# Dunkirk (Kent)
Pour les articles homonymes, voir Dunkirk.
Dunkirk est une paroisse civile et un village du Kent, en Angleterre.